# Nematistius pectoralis
Nematistius pectoralis is een straalvinnige vissensoort uit de familie van roostervissen (Nematistiidae). De wetenschappelijke naam van de soort is voor het eerst geldig gepubliceerd in 1862 door Gill.